# Henry Petty-Fitzmaurice, 4:e markis av Lansdowne

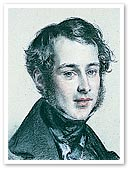
Henry Petty-Fitzmaurice, 4:e markis av Lansdowne.

Henry Thomas Petty-Fitzmaurice, 4:e markis av Lansdowne, född den 7 januari 1816 på Lansdowne House i London, död där den 5 juli 1866, var en brittisk politiker, son till Henry Petty-Fitzmaurice, 3:e markis av Lansdowne, far till Henry Petty-Fitzmaurice, 5:e markis av Lansdowne och Edmond Fitzmaurice, 1:e baron Fitzmaurice.
Lansdowne var 1847–1856 medlem av underhuset och 1856–1858 - med säte i överhuset - understatssekreterare för utrikes ärenden under Palmerston. Han erhöll Strumpebandsorden 1864.
Lansdowne gifte sig första gången 1840 i London med lady Georgiana Herbert (1817–1841), dotter till George Herbert, 11:e earl av Pembroke. Han gifte om sig 1843 på engelska ambassaden i Wien med Emily Jane Mercer-Elphinstone-de Flauhault (1819–1895), dotter till Charles-Joseph de Flahaut och Margaret Mercer Elphinstone.